# Championnat de Pologne de football 1991-1992
Navigation
Édition précédente Édition suivante
La saison 1991-1992 du championnat de Pologne est la soixante-quatrième saison de l'histoire de la compétition. Cette édition a été remportée par le Lech Poznań devant le GKS Katowice.

## Les clubs participants
| Club                | Ville        |
| ------------------- | ------------ |
| GKS Katowice        | Katowice     |
| Górnik Zabrze       | Zabrze       |
| Hutnik Cracovie     | Cracovie     |
| Igloopol Dębica     | Dębica       |
| Lech Poznań         | Poznań       |
| Legia Varsovie      | Varsovie     |
| LKS Łódź            | Lódź         |
| Motor Lublin        | Lublin       |
| Olimpia Poznań (pl) | Poznań       |
| Ruch Chorzów        | Chorzów      |
| Sląsk Wrocław       | Wrocław      |
| Stal Mielec         | Mielec       |
| Stal Stalowa Wola   | Stalowa Wola |
| Widzew Łódź         | Lódź         |
| Wisła Cracovie      | Cracovie     |
| Zagłębie Lubin      | Lubin        |
| Zagłębie Sosnowiec  | Sosnowiec    |
| Zawisza Bydgoszcz   | Bydgoszcz    |

## Compétition

### Classement
| Rang | Équipe                | Pts | J  | G  | N  | P  | Bp | Bc | Diff |
| ---- | --------------------- | --- | -- | -- | -- | -- | -- | -- | ---- |
| 1    | Lech Poznań (C)       | 49  | 34 | 19 | 11 | 4  | 66 | 38 | +28  |
| 2    | GKS Katowice          | 44  | 34 | 16 | 12 | 6  | 51 | 29 | +22  |
| 3    | Widzew Łódź (P)       | 43  | 34 | 17 | 9  | 8  | 48 | 28 | +20  |
| 4    | Górnik Zabrze         | 43  | 34 | 14 | 15 | 5  | 43 | 26 | +17  |
| 5    | Ruch Chorzów          | 39  | 34 | 13 | 13 | 8  | 43 | 38 | +5   |
| 6    | Śląsk Wrocław         | 38  | 34 | 15 | 8  | 11 | 42 | 35 | +7   |
| 7    | Wisła Cracovie        | 34  | 34 | 10 | 14 | 10 | 39 | 35 | +4   |
| 8    | Zawisza Bydgoszcz     | 34  | 34 | 11 | 12 | 11 | 43 | 42 | +1   |
| 9    | Zagłębie Lubin (T)    | 34  | 34 | 12 | 10 | 12 | 30 | 31 | -1   |
| 10   | Legia Varsovie        | 33  | 34 | 11 | 11 | 12 | 34 | 33 | +1   |
| 11   | ŁKS Łódź              | 33  | 34 | 9  | 15 | 10 | 26 | 29 | -3   |
| 12   | Hutnik Cracovie       | 32  | 34 | 9  | 14 | 11 | 54 | 46 | +8   |
| 13   | Stal Mielec           | 32  | 34 | 8  | 16 | 10 | 27 | 28 | -1   |
| 14   | Olimpia Poznań (pl)   | 31  | 34 | 8  | 15 | 11 | 34 | 41 | -7   |
| 15   | Motor Lublin          | 30  | 34 | 9  | 12 | 13 | 33 | 40 | -7   |
| 16   | Stal Stalowa Wola (P) | 28  | 34 | 8  | 12 | 14 | 23 | 33 | -10  |
| 17   | Zagłębie Sosnowiec    | 24  | 34 | 6  | 12 | 16 | 28 | 50 | -22  |
| 18   | Igloopol Dębica       | 11  | 34 | 2  | 7  | 25 | 14 | 76 | -62  |

| Légende : Qualifications et relégations | Légende : Qualifications et relégations                                            |
| --------------------------------------- | ---------------------------------------------------------------------------------- |
|                                         | Ligue des champions de l'UEFA 1992-1993 (1er tour)                                 |
|                                         | Coupe UEFA 1992-1993 (1er tour)                                                    |
|                                         | Relégué en II Liga                                                                 |
|                                         | (T) : Tenant du titre (C) : Vainqueur de la Coupe de Pologne 1992-1993 (P) : Promu |

## Bilan de la saison
| Tableau d'Honneur |             |
| Compétition       | Vainqueur   |
| I Liga            | Lech Poznań |
| Coupe de Pologne  | Lech Poznań |

| Promotions et relégations |                                                                         |
| Relégués en II Liga       | Motor Lublin Stal Stalowa Wola Zagłębie Sosnowiec Igloopol Dębica       |
| Promus de II Liga         | Pogoń Szczecin Szombierki Bytom Siarka Tarnobrzeg Jagiellonia Białystok |

| Qualifications européennes 1992-1993   |                          |
| Ligue des Champions                    | Qualifié                 |
| 1er tour                               | Lech Poznań              |
| Coupe d'Europe des vainqueurs de coupe | Qualifié                 |
| 1er tour                               | Miedź Legnica (II Liga)  |
| Coupe UEFA                             | Qualifiés                |
| 1er tour                               | GKS Katowice Widzew Łódź |

## Meilleurs buteurs
| # | Joueur            | Équipe          | Buts |
| - | ----------------- | --------------- | ---- |
| 1 | Jerzy Podbrożny   | Lech Poznań     | 20   |
| 1 | Mirosław Waligóra | Hutnik Cracovie | 20   |
| 3 | Mirosław Trzeciak | Lech Poznań     | 14   |